# Selomoh del Castilho

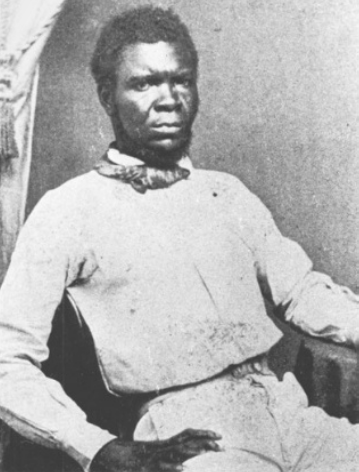
Kapitein Broos door Del Castilho, circa 1870

Selomoh de Rephael (Selomoh) del Castilho (Surinaams, 20 juli 1826 – Paramaribo, 20 juli 1914) was een Surinaams fotograaf, schilder, tekenaar en tekenleraar.

## Biografie
Del Castilho was actief als fotograaf van 1857 tot 1894. De eerste foto in Suriname was vermoedelijk van het echtpaar Ellis en gemaakt in 1846 door een rondreizende Amerikaan. Dit maakt Del Castilho een van de eerste fotografen van Suriname. Hij werkte vanuit een atelier op de hoek van Heerenstraat/Klipstenenstraat en ontving ook buitenlandse fotografen in zijn zaak.
Als kunstschilder paste hij al in 1885 olieverf toe op autochrome foto's, wat een vroege vorm was om kleurenfoto's te maken. De gebroeders Lumière vonden hier begin 20e eeuw met de Autochroom Lumière voor het eerst een goed bruikbare methode voor uit. Verder was hij tekenaar en tekenleraar.
Hij maakte een aantal foto's die van historische waarde zijn geworden, zoals van kapitein Broos van de Brooskampers uit circa 1870. Rond 1862 fotografeerde hij Maria Francisca Henriette Dumontier (1852-1916), elf jaar later in Den Haag de bruid van de marineofficier Johan Snellen. Gedurende zijn loopbaan fotografeerde hij vaker prominenten.
Zijn zoon Alfred del Castilho, alias The American Photographer, nam de zaak van hem over.